# Векерлин, Георг Родольф
Георг Родольф Ве́керлин (нем. Georg Rodolf Weckherlin; 15 сентября 1584, Штутгарт — 13 февраля 1653, Лондон) — немецкий поэт.
Родился в Штутгарте. После изучения права в Тюбингенском университете вернулся в Штутгарт. В эти годы, возможно, сотрудничал с капельмейстером Вюртембергской капеллы Леонардом Лехнером.
В качестве секретаря герцога Иоганна Фридриха Вюртембергского находился на дипломатической работе во Франции и Англии. В 1620—1624 годах проживал в Англии, находясь на службе Курпфальца и одновременно начал службу на различных должностях английскому правительству. В 1644 году он был назначен «министром иностранных языков» Англии — должность, которую он, когда была создана Английская республика, занял благодаря дружбе с Мильтоном. Остался в Англии до конца жизни и умер в Лондоне.
При жизни Векерлин признавался одним из самых выдающихся южногерманских поэтов, оды и сонеты которого легли в основу немецкой лирики эпохи Возрождения.

## Сочинения
- Немецкая поэзия. Век Х — век ХХ. М., 1979. С. 171—175.